# Tonći Kukoč
Tonći Kukoč-Petraello (* 25. September 1990 in Split) ist ein kroatischer Fußballspieler.

## Karriere

### Verein
Von Hajduk Split wurde Kukoč an NK Istra 1961, NK Mosor Žrnovnica und NK Hrvatski dragovoljac ausgeliehen. 2013 wechselte er zu Brescia Calcio. Ein Jahr später schloss er sich ZSKA Sofia an. In der Saison 2014/15 qualifizierte Kukoč sich mit Sofia für die Meisterrunde der A Grupa. Nachdem ZSKA Sofia die Lizenz entzogen worden war, verließ er den bulgarischen Rekordmeister im Sommer 2015.
Er schloss sich dem italienischen Zweitligisten AS Livorno an. Er kam dort nur auf fünf Einsätze und verließ den Klub im Januar 2016 wieder. Er wechselte zu Ligakonkurrent Como Calcio. Auch hier saß er meist auf der Ersatzbank und kam nur zu zwei Kurzeinsätzen. Nach Saisonende war er ein halbes Jahr ohne Verein, ehe ihn Anfang 2017 der bosnische Erstligist HŠK Zrinjski Mostar verpflichtete. Erst in den letzten Spielen der Saison 2016/17 wurde er berücksichtigt.
Im Sommer 2018 wechselte Kukoč zu Honvéd Budapest.

### Nationalmannschaft
Am 5. September 2011 gab Kukoč in der Qualifikation für die U-21-Europameisterschaft 2013 sein Debüt für die kroatische U-21-Nationalmannschaft. Im folgenden Monat absolvierte er gegen Spanien und Estland zwei weitere U-21-Länderspiele für Kroatien.